# 43M Zrínyi
43M Zrínyi a fost un tun de asalt unguresc din cel de-al Doilea Război Mondial.

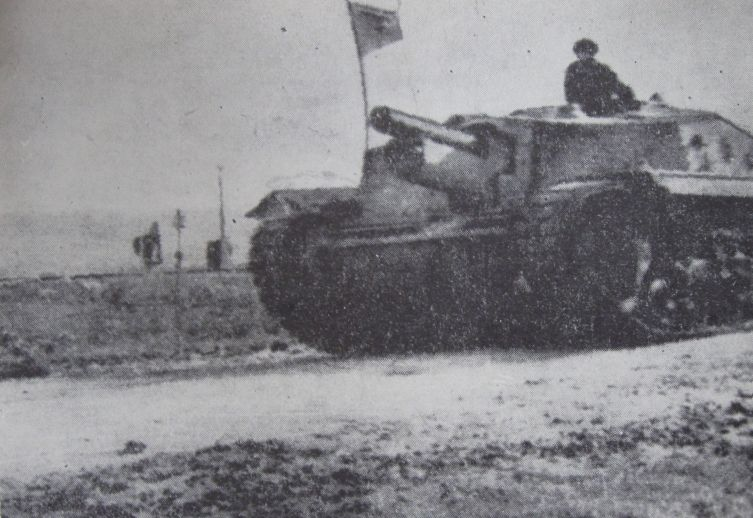
Zrínyi capturat de români

## Design și istorie
După succesul tunurilor de asalt pe Frontul de Răsărit, ungurii și-au construit propriul model, bazat pe afetul tancului 40M Turán I. Au fost făcute două versiuni, Zrínyi I și Zrínyi II, dintre care Zrínyi II a intrat în producție de serie.
Un Zrínyi II utilizabil a fost capturat de trupele române, în septembrie-octombree 1944, în Transilvania de Nord, și a fost folosit pentru o perioadă limitată de timp. Mai târziu a fost confiscat de Armata Roșie.